# Тунисский залив
Туни́сский зали́в (араб. خليج تونس‎, Тунис) — крупный залив Средиземного моря у северного побережья Африки, омывает территорию Туниса.
На южном берегу залива, где ранее находилась столица Карфагена, сейчас расположен город Тунис. В глубине залива расположена искусственная бухта Мандракий, созданная во времена античности.

## География
С запада в залив впадает река Меджерда. С востока залив ограничен мысом Эт-Тиб, который отделяет его от залива Хаммамет. Рядом с мысом расположены острова Зембретта и Зембра. К северу находится Тунисский пролив.